# Doc Watson
Arthel Lane "Doc" Watson, Doc Watson kallad, född 3 mars 1923 i Deep Gap, North Carolina, död 29 maj 2012 i Winston-Salem, North Carolina, var en amerikansk folkmusiker, gitarrist och låtskrivare.
Watson vann bland annat sju Grammys och även en Grammy Lifetime Achievement Award (2004). Han uppträdde med sin son, gitarristen Merle Watson i över femton års tid – tills sonens död 1985, i en olycka på familjens bondgård.

## Diskografi (urval)
Album
- 1964 – Doc Watson
- 1965 – Doc Watson & Son
- 1966 – Southbound
- 1966 – Home Again!
- 1967 – Ballads From Deep Gap
- 1968 – Doc Watson in Nashville: Good Deal!
- 1971 – Doc Watson on Stage (live)
- 1972 – The Elementary Doctor Watson!
- 1973 – Then and Now
- 1974 – Two Days in November
- 1975 – Memories
- 1976 – Doc and the Boys
- 1977 – Lonesome Road
- 1978 – Look Away!
- 1979 – Live and Pickin' (live)
- 1981 – Red Rocking Chair
- 1983 – Doc and Merle Watson's Guitar Album
- 1984 – Down South
- 1985 – Pickin' the Blues
- 1986 – Riding the Midnight Train
- 1987 – Portrait
- 1990 – On Praying Ground
- 1990 – Songs for Little Pickers (live)
- 1991 – My Dear Old Southern Home
- 1992 – Remembering Merle
- 1995 – Docabilly
- 1999 – Third Generation Blues
- 2002 – Legacy
- 2002 – Round the Table Again (live)